# Jules Claretie
Jules Claretie, all'anagrafe Arsène-Arnaud Claretie (Limoges, 3 dicembre 1840 – Parigi, 23 dicembre 1913), è stato uno scrittore, storico e giornalista francese, direttore della Comédie-Française e Accademico di Francia.

## Biografia
Nato nel 1840 a Limoges, nell'odierna Nuova Aquitania, critico teatrale de Le Figaro e della Opinion nationale, corrispondente di guerra nel conflitto franco-prussiano del 1870, ufficiale di stato maggiore della Guardia nazionale nel periodo della Comune di Parigi (1871), nel 1885 Jules Claretie fu nominato direttore amministrativo della Comédie-Française.
Scrisse un gran numero di romanzi, novelle e commedie (Les Muscadins, Le Regiment de Champagne, Les Mirabeau, Monsieur le ministre), oltre a cronache della vita parigina (La vie à Paris) e saggi storici (Histoire de la révolution de 1870-71). Nel 1888 fu eletto membro della Académie française, ove, accolto dallo storico delle religioni Ernest Renan, occupò il seggio n. 35 succedendo allo storico e critico letterario Alfred-Auguste Cuvillier-Fleury.
Dopo la sua morte a settantatré anni nel 1913 a Parigi, il seggio 35 fu occupato dal generale Joffre, capo dell'esercito francese nella prima guerra mondiale.

## Opere (selezione)

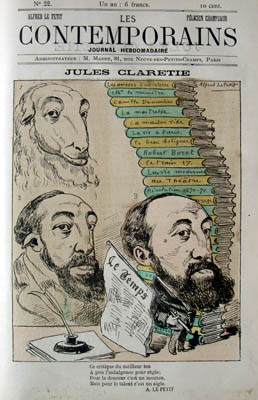
Caricature di Claretie eseguite da Alfred le Petit in Les Contemporains, 1881

- Les Voyages d'un Parisien, Paris, A. Faure, 1865.
- Les Derniers Montagnards, histoire de l'insurrection de Prairial an III, Paris, Librairie Internationale, 1867.
- La Famille des Gueux : drame en cinq actes en sept tableaux, coautore Ferdinando Petruccelli della Gattina, Paris, M. Levy freres, 1869,
- La vie moderne au théâtre : causeries sur l'art dramatique première serie, Paris, Georges Barba, 1869.
- L'Empire, les Bonaparte et la Cour : Documents nouveaux sur l'histoire du premier et du second empire d'apres les papiers imperiaux inedits, Paris, Dentu, 1871.
- France envahie : juillet a septembre 1870; Forbach et Sedan, impressions et souvenirs de guerre, Paris, G. Barba, 1871.
- Molière, sa vie et ses œuvres, Paris, A. Lemerre, 1873.
- Les Muscadins, Paris, E. Dentu, 1874.
- Camille Desmoulins, Lucile Desmoulins. Étude sur les dantonistes, Paris, Plon, 1875
- Cinq ans après. L'Alsace et la Lorraine depuis l'annexion, Paris, G. Decaux, 1876.
- Le Régiment de Champagne. Drame en cinq actes, neuf tableaux, Paris, Tresse, 1877.
- Histoire de la révolution de 1870-71, Paris, Librairie illustrée, 1877, comprende:

1. Chute de l'Empire, la guerre, le gouvernement de la Défense, la paix, le siège de Paris, la Commune de Paris, le gouvernement de m. Thiers
2. La présidence de m. Thiers, l'Assemblée nationale, l'Alsace-Lorraine, la libération du territoire, la présidence du maréchal de Mac-Mahon

- Monsieur le ministre, Paris, E. Dentu, 1881.
- Les amours d'un interne, Paris, E. Dentu, 1881.
- Histoire de la litterature francaise (900-1900), Paris, Societe d'editions litteraires et artistiques librairie Paul Ollendorff, 1905-1912, comprende:

1. Des origines au dix-septieme siècle
2. Le dix-septieme siècle
3. Le dix-huitieme siècle
4. Le dis-neuvième siècle
5. Les contemporains (1900-1910)

- La vie à Paris : 1906-1910, Paris, E. Fasquelle, 1911.